# Pedro Chaskel
Peter Chaskel Benko (פטר צ'סקל בנקו; Berlín, 2 de agosto de 1932-Santiago de Chile, 20 de febrero de 2024), también conocido como Pedro Chaskel, fue un director de cine, documentalista y montajista chileno, conocido por ser uno de los principales precursores del llamado «nuevo cine chileno». Durante su carrera participó en la realización de numerosos cortometrajes, documentales y largometrajes.
Fue reconocido con la Orden al Mérito Artístico y Cultural Pablo Neruda en 2005; la medalla Rectoral de la Universidad de Chile en 2006; y el Premio Altazor de las Artes Nacionales, por su contribución al arte cinematográfico chileno en 2009.

## Biografía
Peter Chaskel nació el 2 de agosto de 1932 en una familia judía asquenazí de nacionalidad alemana que emigró a Chile en 1939, cuando tenía siete años de edad, producto del creciente antisemitismo. Se nacionalizó chileno en 1952.
Estudió en el Liceo de Aplicación y comenzó sus estudios de Arquitectura en la Universidad de Chile entre 1951 y 1954, y en este último año se convirtió en miembro fundador y animador del Cine Club Universitario de la Federación de Estudiantes de la Universidad de Chile. Es durante este periodo en que socialmente comienza a ser llamado como «Pedro», un pseudónimo artístico creado por sí mismo.
Al darse cuenta de que existían películas que no llegaban a Chile por medio del circuito comercial regular, Chaskel promovió el «cine fórum», que consistía en debates organizados luego de las funciones de películas que hacían en la Casa Central de la Universidad de Chile. Allí se exhibieron por primera vez en Chile, clásicos del expresionismo alemán, el neorrealismo italiano y otras películas que estuvieran al alcance.
En 1957, Chaskel cofundó el Centro de Cine Experimental de la misma universidad, dirigido por el también cineasta Sergio Bravo —que también se había retirado como estudiante de arquitectura—, entidad que a poco andar fue auspiciada por el abogado y embajador Álvaro Bunster, en ese momento, secretario General de la Universidad de Chile. 
Un año más tarde, Chaskel logró su primer trabajo profesional en la industria del cine, como asistente de producción, dirección y montaje en el largometraje de ficción Tres miradas a la calle dirigido por Naum Kramarenco. Su trabajo en aquella producción, como ha declarado Chaskel, iba desde «barrer las oficinas hasta cortar negativos».[cita requerida]  Dos años más tarde, en 1960, repitió la experiencia con el mismo director, esta vez con el largometraje de ficción Deja que los perros ladren, donde se desempeñó como asistente de dirección y montaje. 
En 1961 es nombrado director de la recién formada Cineteca Universitaria de la Universidad de Chile, y en 1963, como director del Departamento de Cine de la Universidad de Chile. Estando en ese cargo, Chaskel tiene como estudiantes a dos de los principales directores chilenos de la segunda mitad del siglo XX: Raúl Ruiz y Miguel Littín. Chaskel incluso hace las labores de montajista en la película El Chacal de Nahueltoro, de Miguel Littin, que fue estrenada en 1969.
En 1973, tras el golpe de Estado, Chaskel es expulsado de la Universidad de Chile por las autoridades militares y exiliado. Sus últimas imágenes grabadas en el país, antes de viajar y regresar, corresponden a los aviones Hawker Hunters disparando misiles al Palacio de La Moneda.
Entre 1974 y 1983 se instala en Cuba, donde hace labores de montajista en el Instituto Cubano de Arte e Industria Cinematográfico, y desde 1979, como director y realizador para el mismo instituto. En Cuba se hace conocido por el estreno del documental  Los ojos como mi papá en 1979, donde da cuenta del exilio chileno; y por Una foto recorre el mundo de 1981, donde se reflexiona sobre el significado de la fotografía que le tomó Alberto Korda al Che Guevara.
En 1983, retornó a Chile. Hace trabajos en cine y vídeo, desempeñándose como montajista y director de documentales, como la serie Al fin del mundo que fue emitida por Canal 13, en la cual participó en la creación de 33 episodios. Mientras que, desde 1997 hasta sus últimos años, se desempeñó como profesor de cine en múltiples universidades chilenas.

## Vida personal
Estuvo casado con Fedora Robles, quien falleció en 1997, y con quien tuvo dos hijos.

## Filmografía

### Primeros años en Chile
Aquí vivieron
- Codirección, fotografía y montaje: Héctor Ríos.
- Producción: Cine experimental, Universidad de Chile.
- Categoría: Documental.
- Duración: 18 minutos con 16 segundos.
- Año: 1962, Chile.

Érase una vez
- Codirección y montaje: Héctor Ríos.
- Producción: Deptartamento de cine, Universidad de Chile.
- Categoría: Animación.
- Duración: 5 minutos y 35 segundos.
- Año: 1965, Chile.

Aborto
- Dirección y montaje: Pedro Chaskel.
- Fotografía: Héctor Ríos.
- Producción: Deparatmento de cine, Universidad de Chile.
- Categoría: Ficción, documental.
- Duración: 30 minutos y 35 segundos.
- Año: 1965, Chile.

La captura (inconclusa)
- Dirección, guion y montaje: Pedro Chaskel.
- Fotografía: Héctor Ríos.
- Producción: Departamento de cine, Universidad de Chile.
- Categoría: Ficción.
- Duración: 25 minutos y 35 segundos.
- Año: 1967, Chile.

Testimonio
- Dirección y montaje: Pedro Chaskel.
- Fotografía: Héctor Ríos.
- Producción: Departamento de cine, Universidad de Chile.
- Categoría: Documental.
- Duración: 15 minutos y 16 segundos.
- Año: 1969, Chile.

Venceremos
- Codirección y montaje: Héctor Ríos.
- Fotografía: Héctor Ríos y Samuel Carvajal.
- Producción: Departamento de cine, Universidad de Chile.
- Categoría: Documental.
- Duración: 15 minutos y 16 segundos.
- Año: 1970, Chile.

No es hora de llorar
- Dirección, guion y montaje: Pedro Chaskel.
- Fotografía: Héctor Ríos.
- Producción: Departamento de cine, Universidad de Chile.
- Categoría: Documental.
- Duración: 30 minutos y 16 segundos.
- Año: 1972, Chile.

### En Cuba
Los ojos como mi papá
- Dirección y montaje: Pedro Chaskel.
- Fotografía: Adriano Moreno.
- Guion: Fedora Robles.
- Producción: ICAIC.
- Categoría: Documental.
- Duración: 35 minutos y 35 segundos.
- Año: 1979, Cuba.

¿Qué es...?
- Dirección, guion y montaje: Pedro Chaskel.
- Fotografía: José Riera.
- Producción: ICAIC.
- Categoría: Documental.
- Duración: 10 minutos y 35 segundos.
- Año: 1980, Cuba.

Una foto recorre el mundo
- Dirección, guion y montaje: Pedro Chaskel.
- Producción: ICAIC.
- Categoría: Documental.
- Duración: 15 minutos y 35 segundos.
- Año: 1981, Cuba.

Constructor cada día compañero
- Dirección, guion y montaje: Pedro Chaskel.
- Fotografía: Raúl Rodríguez.
- Producción: ICAIC.
- Categoría: Documental.
- Duración: 25 minutos y 35 segundos.
- Año: 1982, Cuba.

Che, hoy y siempre
- Dirección, guion y montaje: Pedro Chaskel.
- Producción: ICAIC.
- Categoría: Documental.
- Duración: 10 minutos y 35 egundos.
- Año: 1983, Cuba.

### De regreso en Chile
Somos +
- Codirección y montaje: Pablo Salas.
- Fotografía: Pablo Salas y Leopoldo Correa.
- Producción: Antu producciones.
- Categoría: Documental.
- Duración: 15 minutos.
- Año: 1985, Chile.

Por la vida
- Dirección, guion y montaje:Pedro Chaskel.
- Fotografía: Pablo Salas.
- Producción: Terra producciones
- Categoría: Documental.
- Duración: 25 minutos.
- Año: 1987, Chile.

Imágenes de un primero de mayo
- Dirección y montaje: Pedro Chaskel.
- Categoría: Documental.
- Imágenes: Pablo Salas.
- Duración: 5 minutos.
- Año: 1987, Chile.

## Televisión

### Al sur del mundo
Pirquineros de Andacollo
- Dirección, guion y montaje: Pedro Chaskel.
- Fotografía: Héctor Ríos.
- Producción: Francisco Gedda y Canal 13.
- Duración: 55 minutos.
- Año: 1989, Chile.

Arrieros del cajón del Maipo
- Dirección, guion y montaje: Pedro Chaskel.
- Fotografía: Ralph Oberti, Germán Malic, José Luis Valenzuela y Rodrigo Casanova.
- Producción: Francisco Gedda y Canal 13.
- Duración: 55 minutos.
- Año: 1990, Chile.

Viva Huasquiña
- Codirección: Francisco Gedda.
- Fotografía: Ralph Oberti.
- Producción: Francisco Gedda y Canal 13.
- Duración: 55 minutos.
- Año: 1991, Chile.

La ruta del Toltén
- Dirección, guion y montaje: Pedro Chaskel.
- Fotografía: Ricardo Carrasco.
- Producción: Francisco Gedda y Canal 13.
- Duración: 55 minutos.
- Año: 1991, Chile.

El valle de Elqui
- Dirección y montaje: Pedro Chaskel.
- Fotografía: Ralph Oberti.
- Producción: Sur imagen.
- Duración: 55 minutos.
- Año: 1992, Chile.

Neruda en el corazón
- Codirección y montaje: Jaime Barrios y Gastón Ancelovici.
- Fotografía: Jaime Barrios, Jaime Reyes, Pancho Salas, Pablo Valdés y Pedro Valenzuela.
- Duración: 56 minutos.
- Año: 1993, Chile, Estados Unidos y España.

Chiloé, comarca encantada
- Codirección y montaje: Francisco Gedda.
- Fotografía: Julia Muñoz.
- Producción: Sur Imagen.
- Duración: 56 minutos.
- Año: 1994, Chile.

Los austriacos de Pozuzo
- Dirección, guion y montaje; Pedro Chaskel.
- Fotografía: Julia Muñoz.
- Producción: Sur Imagen.
- Duración: 26 minutos.
- Año: 1995, Chile.

Organilleros
- Dirección, guion y montaje: Pedro Chaskel.
- Fotografía: Julia Muñoz.
- Producción: Sur Imagen.
- Duración: 27 minutos.
- Año: 1996, Chile.

Volantines y volantineros
- Dirección, guion y montaje: Pedro Chaskel.
- Fotografía: Ricardo Carrasco Farfán.
- Producción: Sur Imagen.
- Duración: 53 minutos.
- Año: 1996, Chile.

Caletas del desierto atacameño
- Dirección, guion y montaje: Pedro Chaskel.
- Fotografía: Julia Muñoz.
- Producción: Sur Imagen.
- Duración: 53 minutos.
- Año: 1997, Chile.

Colonos del lago O'Higgins
- Codirección y montaje: Mariano Riveros.
- Fotografía: Patricio Riquelme.
- Producción: Sur Imagen.
- Duración: 53 minutos.
- Año: 1997, Chile.

Colono en Tierra del Fuego
- Dirección, guion y montaje: Pedro Chaskel.
- Fotografía: Ralf Oberti.
- Producción: Sur Imagen.
- Duración: 53 minutos.
- Año: 1998, Chile.

Tradiciones de Semana Santa
- Codirección y montaje: Ricardo Carrasco.
- Duración: 53 minutos.
- Fotografía: Ricardo Carrasco.
- Producción: Sur Imagen.
- Año: 1999, Chile.

Recuerdos y testimonios de Santiago poniente
- Dirección, guion y montaje: Pedro Chaskel.
- Duración: 53 minutos.
- Fotografía: Julia Muñoz.
- Producción: Sur Imagen.
- Año: 1999, Chile.

Los mineros de Lota, 10 años después
- Codirección y montaje: Ricardo Carrasco.
- Fotografía: Ricardo Carrasco.
- Duración: 48 minutos.
- Producción: Sur Imagen.
- Año: 2000, Chile.

La minga que movió la vieja iglesia de Tey
- Codirección y montaje: Ricardo Carrasco y Francisco Gedda.
- Fotografía: Ricardo Carrasco.
- Duración: 62 minutos.
- Producción: Sur Imagen.
- Año: 2000, Chile.

#### Producción propia
DE VIDA Y DE MUERTE, Testimonios de la Operación Cóndor.
- Dirección, guion y montaje: Pedro Chaskel.
- Fotografía: Pablo Salas.
- Año: 2000–2015, Chile.